# Chile nos Jogos Olímpicos de Verão de 1956
O Chile participou dos Jogos Olímpicos de Verão de 1956 na cidade de Melbourne, na Austrália.

## Medalhistas

### Prata
- Marlene Ahrens - Atletismo, lançamento de dardo feminino
- Ramón Tapia - Boxe, Peso médio (até 75 kg)

### Bronze
- Claudio Barrientos - Boxe, Peso galo (até 54 kg)
- Carlos Lucas - Boxe, Peso meio-pesado (até 81 kg)